# Mikołaj Głogiński
Mikołaj Głogiński herbu Ostoja (zm. ok. 1585 roku) – podczaszy kaliski w latach 1577-1579.
Maciej Głogiński należał do heraldycznego rodu Ostojów (Mościców). Przodkowie Głogińskiego wywodzili się z Głoginina w Wielkopolsce. Jego rodzina była wymieniana przez Bartosza Paprockigo i Kaspra Niesieckiego.
Mikołaj Głogiński był posłem na sejm koronacyjny 1574 roku z województwa kaliskiego. Potem piastował urząd podczaszego kaliskiego w latach 1577-1579. Głogiński ożenił się z Zofią Chociszewską, której zapisał 500 zł posagu na połowie swych dóbr we wsiach: Baszkowo, Głoginin, Włodyki i Kowalewo.